# Rezerwat przyrody Góra Zelejowa

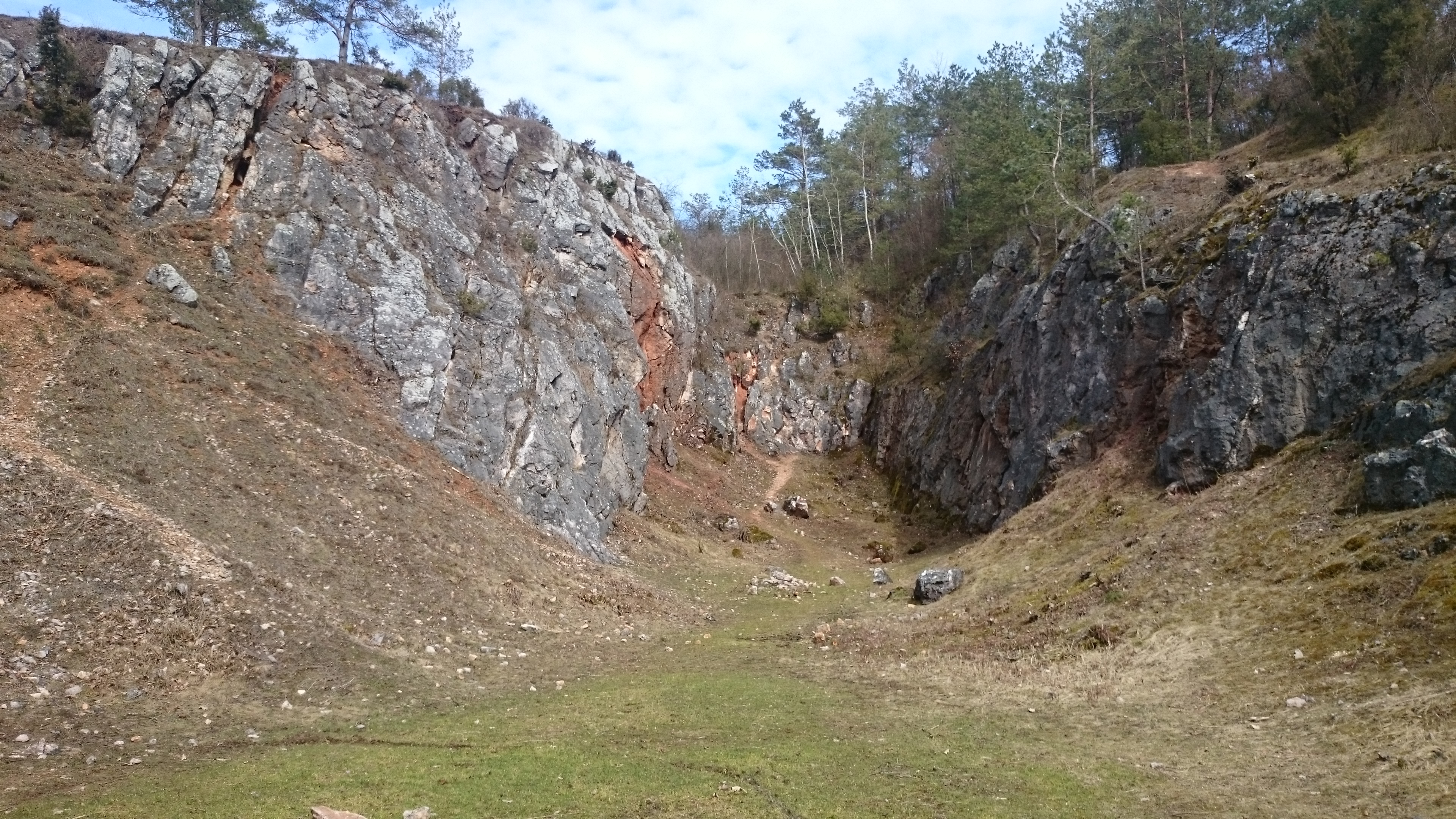
Jedno z wyrobisk górniczych znajdujących się na terenie rezerwatu Góra Zelejowa

Rezerwat przyrody Góra Zelejowa – rezerwat przyrody nieożywionej położony na terenie Chęcińsko-Kieleckiego Parku Krajobrazowego w gminie Chęciny, w powiecie kieleckim, w województwie świętokrzyskim. Jest położony około 2 km na północ od centrum Chęcin, w bezpośrednim sąsiedztwie zabudowań wsi Zelejowa.
- Powierzchnia: 51,33 ha[3] (akt powołujący podawał około 67 ha)
- Rok utworzenia: 1954
- Dokument powołujący: Zarządz. ML z 17.08.1954; MP. A-82/1954, poz. 954
- Numer ewidencyjny WKP: 007
- Charakter rezerwatu: częściowy
- Przedmiot ochrony: formy skalne z przykładami wietrzenia krasowego, odsłonięcia geologiczne o ciekawej tektonice i mineralizacji, rzadkie gatunki roślin i zwierząt

Teren rezerwatu obejmuje grzbiet i zbocza wydłużonego zalesionego wzniesienia Góry Zelejowej (372 m n.p.m.), która jest najwyższym szczytem Pasma Zelejowskiego Gór Świętokrzyskich.
Przez rezerwat przechodzi  czerwony szlak turystyczny z Kielc do Chęcin.